# Prix national de littérature (Finlande)
Le Prix national de littérature (finnois : Valtion kirjallisuuspalkinto) est un prix littéraire décerné annuellement depuis 1865  en Finlande.

## Description
Il était décerné par le Conseil national de la littérature à un auteur ou un traducteur pour une œuvre éditée l'année précédente. Son premier récipiendaire a été Aleksis Kivi.
Depuis 1992, il a été remplacé par le Prix de la littérature de l'État finlandais qui est aussi délivré par le Conseil national de la littérature.

## Lauréats

### Lauréats du Prix national de littérature de 1865 à 1992
| Année | Auteur/traducteur/illustrateur                         | Ouvrage |
| ----- | ------------------------------------------------------ | --- |
| 1865  | Aleksis Kivi                                           | Nummisuutarit |
| 1891  | Gustaf von Numers                                      | Elinan surma |
| 1891  | Pietari Päivärinta                                     | |
| 1895  | Teuvo Pakkala                                          | |
| 1896  | J. H. Erkko                                            | Aino, Kullervo |
| 1899  | Juhani Aho                                             | Panu |
| 1899  | Konni Zilliacus                                        | Nya utvandrarehistorier |
| 1900  | Santeri Ivalo                                          | Anna Fleming, Margareta |
| 1900  | Petrus Nordmann                                        | Historiska skildringar från nödtider och ofredår |
| 1900  | Helena Westermarck                                     | Lifvets seger |
| 1901  | Arvid Järnefelt                                        | Veljekset |
| 1901  | Volter Kilpi                                           | Bathseba |
| 1901  | Eino Leino                                             | Hiihtäjän virsiä |
| 1901  | Mikael Lybeck                                          | Den starkare |
| 1901  | Jonatan Reuter                                         | Berättelser om lefvande och döda |
| 1901  | Juhani Aho                                             | Lastuja (IV) |
| 1901  | J. H. Erkko                                            | Runoelmia ja ajatelmia |
| 1901  | Larin Kyösti                                           | Kulkurin lauluja, Ajan käänteissä |
| 1901  | Kasimir Leino                                          | Runoja |
| 1901  | Eino Leino                                             | Ajan aalloilla |
| 1901  | Nino Runeberg                                          | Dikter |
| 1901  | J. Ahrenberg                                           | Med styrkans rätt |
| 1902  | Kasimir Leino                                          | Jaakko Ilkka ja Klaus Fleming |
| 1902  | Teuvo Pakkala                                          | Kauppaneuvoksen härkä |
| 1902  | Maila Talvio                                           | Pimeänpirtin hävitys |
| 1902  | Jacob Tegengren                                        | Skuggor och dagrar |
| 1904  | Betty Elfving                                          | Vuosisatain perintö |
| 1904  | Larin-Kyösti                                           | Kuisma ja Helinä |
| 1904  | Eino Leino                                             | Kangastuksia |
| 1905  | Bertel Gripenberg                                      | Vida vägar |
| 1905  | Arvid Järnefelt                                        | Elämän meri |
| 1905  | Kauppis-Heikki                                         | Uran aukaisijat |
| 1905  | Joel Lehtonen                                          | Paholaisen viulu, Perm |
| 1905  | Eino Leino                                             | Kaunosielu, Simo Hurtta |
| 1905  | Hanna Rönnberg                                         | Brovaktens berättelser |
| 1905  | Jacob Tegengren                                        | Miniatyrer |
| 1905  | Eino Leino                                             | Helkavirsiä |
| 1905  | Johannes Linnankoski                                   | Ikuinen taistelu |
| 1905  | Teuvo Pakkala                                          | Pieni elämäntarina |
| 1905  | Jacob Tegengren                                        | Nya dikter |
| 1905  | Elvira Willman                                         | Lyyli |
| 1906  | Bertel Gripenberg                                      | Gallergrinden |
| 1906  | Arvid Järnefelt                                        | Maaemon lapsia |
| 1906  | Johannes Linnankoski                                   | Laulu tulipunaisesta kukasta, Taistelu Heikkilän talosta |
| 1906  | Otto Manninen                                          | Säkeitä |
| 1907  | Juhani Aho                                             | Kevät ja takatalvi 1–2 |
| 1907  | Veikko Antero Koskenniemi                              | Runoja |
| 1907  | John William Nylander                                  | Sjöfolk |
| 1907  | Maila Talvio                                           | Louhilinna |
| 1908  | Aino Kallas                                            | Ants Raudjalk |
| 1908  | Eino Leino                                             | Naamioita II, Jaana Rönty |
| 1908  | Hj. Nortamo                                            | Mnää ja Tasal Vilkk ja Hakkri Iiro |
| 1908  | Hjalmar Procopé                                        | Röda skyar |
| 1909  | Bertel Gripenberg                                      | Svarta sonetter |
| 1909  | Eino Leino                                             | Naamioita III, Olli Suurpää |
| 1909  | Johannes Linnankoski                                   | Pakolaiset |
| 1909  | Hilja Onerva Lehtinen                                  | Mirdja |
| 1910  | Bertel Gripenberg                                      | Grifsnö |
| 1910  | Santeri Ivalo                                          | Erämaan taistelu |
| 1910  | Maria Jotuni                                           | Arkielämää |
| 1910  | Ilmari Kianto                                          | Punainen viiva |
| 1910  | Hilja Onerva Lehtinen                                  | Murtoviivoja |
| 1910  | I. K. Inha                                             | Suomen maisemia |
| 1911  | Kaarlo Atra                                            | Kunnian vuoksi |
| 1911  | Maria Jotuni                                           | Vanha koti |
| 1911  | Maiju Lassila                                          | Tulitukkuja lainaamassa |
| 1911  | Otto Manninen                                          | Säkeitä II |
| 1911  | Hilja Onerva Lehtinen                                  | Särjetyt jumalat |
| 1914  | Juhani Aho                                             | Juha |
| 1914  | Kalle Kajander                                         | Yhden ainoan kerran |
| 1914  | Larin-Kyösti                                           | Lauluja vanhasta kaupungista, Oli kerran |
| 1914  | Joel Lehtonen                                          | Markkinoilta, Nuoruus, Rakkaita muistoja |
| 1914  | John William Nylander                                  | Sjöfolk III |
| 1914  | Runar Schildt                                          | Den segrande Eros |
| 1914  | Eino Leino                                             | Tähtitarha |
| 1915  | Juhani Aho                                             | Omatunto |
| 1915  | Santeri Alkio                                          | Jaakko Jaakonpoika, Uusi aika |
| 1915  | Sigrid Backman                                         | Vindspel, Hälleberget |
| 1915  | Santeri Ivalo                                          | Pietari Särkilahti |
| 1915  | Maria Jotuni                                           | Kun on tunteet, Martinin rikos, Miehen kylkiluu |
| 1915  | Veikko Antero Koskenniemi                              | Hiilivalkea |
| 1915  | Jacob Tegengren                                        | Ny vår, Lyrik |
| 1919  | Ragnar Ekelund                                         | Visioner, Disticha |
| 1919  | Kauppis-Heikki                                         | Savolainen soittaja |
| 1919  | Viljo Kojo                                             | Velka, Autio talo, Kylä ja kaupunki, Päivännousu |
| 1919  | Veikko Antero Koskenniemi                              | Elegioja ja muita runoja |
| 1919  | Larin-Kyösti                                           | Kapinanäkyjä I–II |
| 1919  | Joel Lehtonen                                          | Kerran kesällä, Kuolleet omenapuut |
| 1919  | Eino Leino                                             | Helkavirsiä II |
| 1919  | Mikael Lybeck                                          | Bror och Syster, Dödsfången |
| 1919  | Arvid Mörne                                            | Sommarnatt, Offer och Segrar |
| 1919  | Ain’Elisabet Pennanen                                  | Rossit, Palkkapiian päiväkirja |
| 1919  | Runar Schildt                                          | Regnbågen, Rönnbruden, Perdita |
| 1919  | Frans Eemil Sillanpää                                  | Elämä ja aurinko, Ihmislapsia elämän saatossa |
| 1919  | Maila Talvio                                           | Niniven lapset, Elämän kasvot, Silmä yössä |
| 1919  | Jacob Tegengren                                        | Dikter VII, Sol och stjärnlus |
| 1920  | Sigrid Backman                                         | Ålands jungfrun |
| 1920  | Lauri Haarla                                           | Sophonisbe |
| 1920  | Jarl Hemmer                                            | Over djupet, Prins Louis Ferdinand |
| 1920  | Juho Hoikkanen                                         | Tuonen ahventa onkimassa |
| 1920  | Arvi Järventaus                                        | Kirkonlämmittäjä |
| 1920  | Onni Okkonen                                           | Raida ja Jagmort |
| 1920  | Sakari Pälsi                                           | Pohjankävijän päiväkirjasta |
| 1920  | Runar Schildt                                          | Hemkomsten |
| 1920  | Frans Eemil Sillanpää                                  | Hurskas kurjuus, Rakas isänmaani |
| 1921  | Simo Eronen                                            | Orjavallan perintö |
| 1921  | Aaro Hellaakoski                                       | Me kaksi |
| 1921  | Jarl Hemmer                                            | Onni Kokko |
| 1921  | Arvi Järventaus                                        | Satu-Ruijan maa |
| 1921  | Aino Kallas                                            | Katinka Rabe |
| 1921  | Joel Lehtonen                                          | Putkinotko |
| 1921  | Mikael Lybeck                                          | Breven till Cecilia |
| 1921  | Runar Schildt                                          | Häxskogen |
| 1921  | Heikki Toppila                                         | Helvetin koira |
| 1922  | Josefina Bengts                                        | Fådarna |
| 1922  | Aaro Hellaakoski                                       | Elegiasta Oodiin |
| 1922  | Juho Koskimaa                                          | Harmaja linna, Ja sitten jätkä kuoli |
| 1922  | Eino Leino                                             | Vanha pappi |
| 1922  | Arvid Mörne                                            | Inför havets anlete |
| 1922  | Hj. Nortamo                                            | Rojohoppe viimene reis |
| 1922  | Hilja Onerva Lehtinen                                  | Elämän muukalainen, Jerusalemin suutari |
| 1922  | Einari Vuorela                                         | Keväthartaus |
| 1923  | Selma Anttila                                          | Uhri |
| 1923  | Kersti Bergroth                                        | Kiirastuli |
| 1923  | Lauri Haarla                                           | Lemmin poika |
| 1923  | Ilmari Kianto                                          | Vanha pappila |
| 1923  | Joel Lehtonen                                          | Rakastunut rampa |
| 1923  | Arvid Mörne                                            | Kristina Bjur |
| 1923  | Runar Schildt                                          | Galgmannen |
| 1924  | Lauri Haarla                                           | Synti |
| 1924  | Elsa Heporauta                                         | Häävaatteet |
| 1924  | Ture Janson                                            | Verkligheten |
| 1924  | Hj. Nortamo                                            | Helmikoristeinen kirjanmerkki |
| 1924  | Hilja Onerva Lehtinen                                  | Sytyttäjät, Salainen syy, Sielujen sota |
| 1924  | Runar Schildt                                          | Den stora rollen, Lyckoriddaren |
| 1924  | Frans Eemil Sillanpää                                  | Hiltu ja Ragnar, Enkelten suojatit |
| 1925  | Gustav Alm                                             | Fångstmän |
| 1925  | Jarl Hemmer                                            | Med ödet ombord |
| 1925  | Ilmari Kianto                                          | Ryysyrannan Jooseppi |
| 1925  | Veikko Antero Koskenniemi                              | Uusia runoja |
| 1925  | Konrad Lehtimäki                                       | Elämän kuorissa |
| 1925  | Arvid Mörne                                            | Vandringen och vägen |
| 1925  | Frans Eemil Sillanpää                                  | Maan tasalta |
| 1925  | Katri Vala                                             | Kaukainen puutarha |
| 1926  | Bertel Gripenberg                                      | Skymmande land, Den hemliga glöden |
| 1926  | Hilja Haahti                                           | Luvattu maa |
| 1926  | Arvid Järnefelt                                        | Greeta ja hänen Herransa |
| 1926  | Joel Lehtonen                                          | Sorron lapset, Punainen mies |
| 1926  | Arvid Mörne                                            | Ett liv |
| 1926  | Frans Eemil Sillanpää                                  | Töllinmäki |
| 1927  | Jarl Hemmer                                            | Fattiggubbens brud |
| 1927  | Uuno Kailas                                            | Silmästä silmään |
| 1927  | Aino Kallas                                            | Reigin pappi |
| 1927  | August Valdemar Koskimies                              | Vuosien varrelta |
| 1927  | Artturi Leinonen                                       | Profeetta |
| 1927  | Heikki Toppila                                         | Auringonnousun maa |
| 1927  | Emil Zilliacus                                         | Soluret |
| 1928  | Pentti Haanpää                                         | Kolmen Töräpään tarina, Tuuli käy heidän ylitseen |
| 1928  | Maria Jotuni                                           | Tyttö ruusutarhassa |
| 1928  | Arvid Järnefelt                                        | Minun Marttani, Kuolema |
| 1928  | Joel Lehtonen                                          | Rai Jakkerintytär, Sirkus ja pyhimys |
| 1928  | Martti Haavio                                          | Laulu vaakalinnusta |
| 1928  | Barbro Mörne                                           | Bild och syn |
| 1928  | Hilja Onerva Lehtinen                                  | Liekki |
| 1929  | Jarl Hemmer                                            | Budskap |
| 1929  | Arvi Järventaus                                        | Tie selvä I–II |
| 1929  | Uuno Kailas                                            | Paljain jaloin |
| 1929  | Aino Kallas                                            | Sudenmorsian |
| 1929  | Arvid Mörne                                            | Någon går förbi på vågen, Morgonstrjärnan |
| 1929  | Lauri Pohjanpää                                        | Oodi Elämälle |
| 1929  | Jalmari Sauli                                          | Himmeli |
| 1929  | Frans Eemil Sillanpää                                  | Rippi |
| 1929  | Heikki Toppila                                         | Kuoleman siiveri |
| 1929  | Elina Vaara                                            | Hopeaviulu |
| 1930  | Heikki Asunta                                          | Mustaa ja kultaa |
| 1930  | Rabbe Enckell                                          | Tillblivelse |
| 1930  | Lauri Haarla                                           | Syylliset ja syyttömät |
| 1930  | Jarl Hemmer                                            | Helg |
| 1930  | Elsa Heporauta                                         | Ursula Keivaara I–II |
| 1930  | Maria Jotuni                                           | Olen syyllinen, Avonainen lipas |
| 1930  | Joel Lehtonen                                          | Lintukoto |
| 1930  | Toivo Pekkanen                                         | Satama ja meri |
| 1930  | Unto Seppänen                                          | Jumala kulkee, He janosivat elämää |
| 1930  | Maija Åkerman-Tudeer                                   | Kun se paras on ollut |
| 1931  | Kersti Bergroth                                        | Uusia sieluja |
| 1931  | Elmer Diktonius                                        | Stark men mörk |
| 1931  | Bertel Gripenberg                                      | Vid gränsen |
| 1931  | Ture Janson                                            | Jag är en konung |
| 1931  | Arvi Järventaus                                        | Rummut I–IV |
| 1931  | Viljo Kojo                                             | Neljäs käsky, Ja taas oli helluntai |
| 1931  | Veikko Antero Koskenniemi                              | Kurkiaura |
| 1931  | Artturi Leinonen                                       | Maakunnan sinetti |
| 1931  | Arvid Mörne                                            | Den förborgade källan |
| 1931  | Reino Rauanheimo                                       | Aamusta iltaan |
| 1931  | Unto Seppänen                                          | Pyörivä seurakunta |
| 1931  | Elina Vaara                                            | Pilven varjo |
| 1932  | Rabbe Enckell                                          | Ett porträtt, Vårens cistern |
| 1932  | Uuno Kailas                                            | Uni ja kuolema |
| 1932  | Larin-Kyösti                                           | Turun teinejä |
| 1932  | Arvid Mörne                                            | Det ringer kväll |
| 1932  | Kaarlo Sarkia                                          | Velka elämälle |
| 1932  | Frans Eemil Sillanpää                                  | Nuorena nukkunut |
| 1932  | Heikki Toppila                                         | Päästä meidät pahasta |
| 1933  | Heikki Asunta                                          | Metalliseppele |
| 1933  | Ragnar Ekelund                                         | Den gråtfulla gästen |
| 1933  | Bertel Gripenberg                                      | Livets eko |
| 1933  | Lauri Haarla                                           | Varjojen sota, Kaksiteräinen miekka |
| 1933  | Arvi Järventaus                                        | Savuava maa |
| 1933  | Urho Karhumäki                                         | Korpiherra |
| 1933  | Viljo Kojo                                             | Aika rientää |
| 1933  | Toivo Pekkanen                                         | Tehtaan varjossa |
| 1933  | Frans Eemil Sillanpää                                  | Miehen tie |
| 1933  | Lauri Viljanen                                         | Musta runotar |
| 1934  | Olof Enckell                                           | Vårt hjärta |
| 1934  | Elsa Heporauta                                         | Suuri yö |
| 1934  | Katri Ingman                                           | Rakas taakka |
| 1934  | Unto Karri                                             | Lunastetut päivät |
| 1934  | Volter Kilpi                                           | Alastalon salissa I–II |
| 1934  | Artturi Leinonen                                       | Hakkapeliitat I–II |
| 1934  | Hagar Olsson                                           | Chitambo |
| 1934  | Hilja Onerva Lehtinen                                  | Yö ja päivä |
| 1934  | Eino Railo                                             | Silkkihuivi ja virsikirja |
| 1934  | Elina Vaara                                            | Kohtalon viulu |
| 1934  | Mika Waltari                                           | Mies ja haave |
| 1935  | Olof Enckell                                           | Guldkedjan |
| 1935  | Jarl Hemmer                                            | Morgongåvan |
| 1935  | Toivo Pekkanen                                         | Kauppiaiden lapset |
| 1935  | Eino Railo                                             | Havuseppele |
| 1935  | Unto Seppänen                                          | Myrsky ja aurinko, Ilohuoneet, Voittoon |
| 1935  | Frans Eemil Sillanpää                                  | Ihmiset suviyössä |
| 1935  | Mika Waltari                                           | Sielu ja liekki |
| 1935  | Einari Vuorela                                         | Kullanhuuhtoja |
| 1936  | Heikki Asunta                                          | Mastolyhty |
| 1936  | Tito Colliander                                        | Taina |
| 1936  | Rabbe Enckell                                          | Tonbrädet |
| 1936  | Lauri Haarla                                           | Nuori pirkkalaispäällikkö I–II |
| 1936  | Saima Harmaja                                          | Sateen jälkeen |
| 1936  | Helvi Hämäläinen                                       | Katuojan vettä |
| 1936  | Lempi Jääskeläinen                                     | Weckrooth-romaanisarja I–V |
| 1936  | Arvid Mörne                                            | Hjårtat och svärdet |
| 1936  | Toivo Pekkanen                                         | Ihmisten kevät |
| 1936  | Heikki Toppila                                         | Tulisilla vaunuilla |
| 1937  | Bertel Kihlman                                         | Idyll under åskmoln |
| 1937  | Kaarlo Sarkia                                          | Unen kaivo |
| 1937  | Jalmari Sauli                                          | Vanha savenvalaja |
| 1937  | Maila Talvio                                           | Itämeren tytär I–III |
| 1937  | Iris Uurto                                             | Rakkaus ja pelko |
| 1937  | Mika Waltari                                           | Surun ja ilon kaupunki |
| 1937  | Emil Zilliacus                                         | Minnesaltaret |
| 1938  | Tito Colliander                                        | Korståget |
| 1938  | Rabbe Enckell                                          | Herrar till natt och dag, Valvet |
| 1938  | Helvi Hämäläinen                                       | Tyhjä syli |
| 1938  | Yrjö Jylhä                                             | Risti lumessa |
| 1938  | Yrjö Kaijärvi                                          | Maan viini |
| 1938  | Volter Kilpi                                           | Kirkolle |
| 1938  | Viljo Kojo                                             | Talo kalliolla |
| 1938  | Toivo Pekkanen                                         | Isänmaan ranta |
| 1938  | Einari Vuorela                                         | Unhoituksen maa |
| 1939  | Selma Anttila                                          | Nuoret kauppiaat, Pyryn perhe |
| 1939  | Elmer Diktonius                                        | Jordisk ömhet |
| 1939  | Unto Karri                                             | Harvat valitut, Elävä pelto |
| 1939  | Otto Manninen                                          | Matkamies |
| 1939  | Lauri Viljanen                                         | Näköala vuorelta |
| 1941  | Pentti Haanpää                                         | Korpisotaa, Ihmiselon karvas ihanuus |
| 1941  | Lauri Haarla                                           | Kurkien taru I–II |
| 1941  | Hagar Olsson                                           | Träsnidaren och döden |
| 1941  | Toivo Pekkanen                                         | Musta hurmio, Ne menneet vuodet |
| 1942  | Ragnar Ekelund                                         | Ljust i mörkt |
| 1942  | Aaro Hellaakoski                                       | Vartiossa |
| 1942  | Helvi Hämäläinen                                       | Säädyllinen murhenäytelmä I–II |
| 1942  | Yrjö Jylhä                                             | Kiirastuli |
| 1942  | Martti Merenmaa                                        | Jaakob painii enkelin kanssa |
| 1943  | Elmer Diktonius                                        | Varsel |
| 1943  | Aino Kallas                                            | Kuoleman joutsen |
| 1943  | Oiva Paloheimo                                         | Levoton lapsuus |
| 1943  | Olavi Siippainen                                       | Loppuun saakka |
| 1943  | Iris Uurto                                             | Ruumiin viisaus |
| 1944  | Anna Bondestam                                         | Lågt i tak |
| 1944  | Elmer Diktonius                                        | Höstlig bastu |
| 1944  | Aaro Hellaakoski                                       | Uusi runo |
| 1944  | Irja Salla                                             | Unissakävijä |
| 1944  | Kaarlo Sarkia                                          | Kohtalon vaaka |
| 1944  | Aale Tynni                                             | Lähde ja matkamies |
| 1945  | Ragnar Ekelund                                         | Liten drömmarpilt, Ny dag börjar |
| 1945  | Yrjö Kokko                                             | Pessi ja Illusia |
| 1945  | Martti Merenmaa                                        | Mustan kukon laulu |
| 1945  | Iris Uurto                                             | Sudet |
| 1946  | Pentti Haanpää                                         | Yhdeksän miehen saappaat |
| 1946  | Oscar Parland                                          | Förvandlingar |
| 1946  | Eila Pennanen                                          | Proomu lähtee yöllä |
| 1946  | Solveig von Schoultz                                   | Eko av ett rop |
| 1946  | Frans Eemil Sillanpää                                  | Ihmiselon ihanuus ja kurjuus |
| 1946  | Lauri Viljanen                                         | Tuuli ja ihminen |
| 1947  | Anna Bondestam                                         | Klyftan |
| 1947  | Rabbe Enckell                                          | Andedräkt av koppar |
| 1947  | Aaro Hellaakoski                                       | Huojuvat keulat |
| 1947  | Aila Meriluoto                                         | Lasimaalaus |
| 1947  | Oiva Paloheimo                                         | Peili |
| 1947  | Elvi Sinervo                                           | Viljami Vaihdokas |
| 1948  | Matti Kuusi                                            | Routa liikkuu |
| 1948  | Martti Haavio                                          | Koiruoho, ruusunkukka |
| 1948  | Jarno Pennanen                                         | Lähettämättömiä kirjeitä |
| 1948  | Sakari Pälsi                                           | Omaa työtä |
| 1948  | Solveig von Schoultz                                   | Ingenting ovanligt |
| 1948  | Mirjam Irene Tuominen                                  | Besk Brygd |
| 1948  | Aale Tynni                                             | Soiva metsä |
| 1948  | Lauri Viita                                            | Betonimylläri |
| 1949  | Gunnar Björling                                        | Ohört blott |
| 1949  | Walentin Chorell                                       | Calibans dag |
| 1949  | Viljo Kojo                                             | Sinisen kammarin uni |
| 1949  | Jorma Korpela                                          | Martinmaa, mieshenkilö |
| 1949  | Matti Kurjensaari                                      | Taistelu huomispäivästä |
| 1949  | Eila Pennanen                                          | Leda ja joutsen |
| 1949  | Elvi Sinervo                                           | Vuorelle nousu |
| 1950  | Rabbe Enckell                                          | Agamemnon |
| 1950  | Pentti Haanpää                                         | Jauhot |
| 1950  | Onni Halla                                             | Oudot virrat |
| 1950  | Aaro Hellaakoski                                       | Hiljaisuus |
| 1950  | Martti Merenmaa                                        | Penjami, vaeltaja |
| 1950  | Lassi Nummi                                            | Intohimo olemassaoloon, Vuoripaimen |
| 1950  | Hagar Olsson                                           | Kinesisk utflykt |
| 1950  | Oiva Paloheimo                                         | lepakko |
| 1950  | Mirjam Irene Tuominen                                  | Bliva ingen, Stadier |
| 1950  | Mika Waltari                                           | Mikael Karvajalka, Mikael Hakim |
| 1951  | Bo Carpelan                                            | Variationer |
| 1951  | Rabbe Enckell                                          | Sett och återbördat |
| 1951  | Aaro Hellaakoski                                       | Kuuntelua |
| 1951  | Juha Mannerkorpi                                       | Niin ja toisin |
| 1951  | Toivo Pekkanen                                         | Mies ja punapartaiset herrat |
| 1951  | Elvi Sinervo                                           | Oi lintu mustasiipi |
| 1951  | Anja Vammelvuo                                         | Viimeinen Kleopatra |
| 1951  | Lauri Viita                                            | Moreeni |
| 1952  | Eeva Joenpelto                                         | Veljen varjo |
| 1952  | Eila Kivikk’aho                                        | Niityltä pois |
| 1952  | Lauri Leskinen                                         | Kirkkaus liki varjoa |
| 1952  | Heikki Lounaja                                         | Lautta ohittaa kylän |
| 1952  | Eeva-Liisa Manner                                      | Tyttö taivaan laiturilla |
| 1952  | Barbro Mörne                                           | Vingar skuggor segel |
| 1952  | Solveig von Schoultz                                   | Närmare någon |
| 1952  | Olavi Siippainen                                       | Ikuisilla niityillä |
| 1953  | Anna Bondestam                                         | Enskilt område |
| 1953  | Veikko Huovinen                                        | Havukka-ahon ajattelija |
| 1953  | Matti Kurjensaari                                      | Syntynyt Suomessa |
| 1953  | Aila Meriluoto                                         | Sairas tyttö tanssii |
| 1953  | Martti Haavio                                          | Linnustaja |
| 1953  | Oiva Paloheimo                                         | Ratsastus Eedeniin |
| 1953  | Toivo Pekkanen                                         | Aamuhämärä, Toverukset, Voittajat ja voitetut |
| 1953  | Solveig von Schoultz                                   | Allt sker nu |
| 1954  | Helvi Hämäläinen                                       | Kolme eloonherätettyä, Kasperin jalokivet |
| 1954  | Laura Latvala                                          | Aamusignaali |
| 1954  | Väinö Nuorteva                                         | Pistetään poskeen |
| 1954  | Oiva Paloheimo                                         | Tirlittan |
| 1954  | Oscar Parland                                          | Den förtrollade vägen |
| 1954  | Ralf Parland                                           | Det blåser ur intet, Eros och elektronerna |
| 1954  | Toivo Pekkanen                                         | Lapsuuteni |
| 1954  | Annikki Sankari                                        | Saloilla tuulee |
| 1954  | Mika Waltari                                           | Kuun maisema |
| 1954  | Marja-Liisa Vartio                                     | Seppele |
| 1955  | Walentin Chorell                                       | Miriam |
| 1955  | Viljo Kajava                                           | Jokainen meistä |
| 1955  | Juha Mannerkorpi                                       | Kylväjä lähti kylvämään |
| 1955  | Eila Pennanen                                          | Pyhä Birgitta |
| 1955  | Jussi Talvi                                            | Ystäviä ja vihollisia |
| 1955  | Ole Torvalds                                           | Strängar av aska |
| 1955  | Anja Vammelvuo                                         | Kukkia sylissäni |
| 1955  | Lauri Viita                                            | Käppyräinen |
| 1956  | Tuomas Anhava                                          | Runoja 1955 |
| 1956  | Gunnar Björling                                        | Du går de ord |
| 1956  | Matti Hälli                                            | Noutajat |
| 1956  | Eeva Joenpelto                                         | Neito kulkee vetten päällä |
| 1956  | Helvi Juvonen                                          | Kalliopohja |
| 1956  | Martti Merenmaa                                        | Pyörä |
| 1956  | Paavo Rintala                                          | Rikas ja köyhä |
| 1956  | Olavi Siippainen                                       | Herätys |
| 1956  | Göran Stenius                                          | Klockorna i Rom |
| 1956  | Arvo Turtiainen                                        | Minä rakastan |
| 1957  | Viljo Kojo                                             | Mikku Mustapää |
| 1957  | Kirsi Kunnas                                           | Tiitiäisen satupuu, Vaeltanut |
| 1957  | Iris Kähäri                                            | Pantti, Armon ja Kunnian portti |
| 1957  | Eeva-Liisa Manner                                      | Tämä matka |
| 1957  | Juha Mannerkorpi                                       | Sirkkeli |
| 1957  | Ralf Parland                                           | Eolita |
| 1957  | Solveig von Schoultz                                   | Nätet |
| 1957  | Marko Tapio                                            | Aapo Heiskasen viikatetanssi |
| 1958  | Anna Bondestam                                         | Vägen till staden |
| 1958  | Rabbe Enckell                                          | Strån över backen |
| 1958  | Matti Hälli                                            | Valkea kaupunki |
| 1958  | Helvi Hämäläinen                                       | Surmayöt |
| 1958  | Veijo Meri                                             | Manillaköysi |
| 1958  | Sakari Pälsi                                           | Selvä peli, sanoi Fallesmannin Arvo |
| 1958  | Sirkka Selja                                           | Enkelin pelto |
| 1958  | Marja-Liisa Vartio                                     | Se on sitten kevät |
| 1959  | Aapeli                                                 | Pikku Pietarin piha |
| 1959  | Paavo Haavikko                                         | Lehdet lehtiä |
| 1959  | Helvi Hämäläinen                                       | Punainen surupuku |
| 1959  | Juha Mannerkorpi                                       | Jyrsijät |
| 1959  | Solveig von Schoultz                                   | Den blomstertid |
| 1960  | Tito Colliander                                        | Vi som är kvar |
| 1960  | Pentti Holappa                                         | Muodonmuutoksia, Katsokaa silmiänne |
| 1960  | Väinö Linna                                            | Täällä Pohjantähden alla I |
| 1960  | Eeva-Liisa Manner                                      | Eros ja Psykhe |
| 1960  | Olavi Siippainen                                       | Nuoruuden trilogia |
| 1961  | Anna Bondestam                                         | Stadens bröd |
| 1961  | Paavo Haavikko                                         | Münchhausen, Nuket ja Yksityisiä asioita |
| 1961  | Lauri Kokkonen                                         | Viimeiset kiusaukset |
| 1961  | Väinö Linna                                            | Täällä Pohjantähden alla II |
| 1961  | Eeva-Liisa Manner                                      | Orfiset laulut |
| 1961  | Veijo Meri                                             | Vuoden 1918 tapahtumat |
| 1961  | Eino Salmelainen                                       | Tarinaa teatterista |
| 1961  | Peter Sandelin                                         | Stunder av ljus |
| 1962  | Rabbe Enckell                                          | Essay om livets framfart |
| 1962  | Eeva Joenpelto                                         | Kipinöivät vuodet |
| 1962  | Leo Kalervo                                            | Pelivara |
| 1962  | Eila Kivikk’aho                                        | Parvi |
| 1962  | Veijo Meri                                             | Sujut |
| 1962  | Hagar Olsson                                           | Hemkomst |
| 1962  | Eila Pennanen                                          | Kaksin |
| 1962  | Lauri Viita                                            | Suutarikin suuri viisas |
| 1963  | Paavo Haavikko                                         | Vuodet |
| 1963  | Antti Hyry                                             | Junamatkan kuvaus |
| 1963  | Katri Ingman                                           | Saaren kesä |
| 1963  | Tove Jansson                                           | Det osynliga barnet |
| 1963  | Oscar Parland                                          | Tjurens år |
| 1963  | Paavo Rintala                                          | Mummon ja Marskin tarinat |
| 1963  | Pentti Saarikoski                                      | Mitä tapahtuu todella? |
| 1963  | Arvo Turtiainen                                        | Minä, paljasjalkainen |
| 1964  | Matti Hälli                                            | Ruottinojan aurinko |
| 1964  | Christer Kihlman                                       | Den blå modern |
| 1964  | Väinö Kirstinä                                         | Hitaat auringot, Puhetta |
| 1964  | Peter von Martens                                      | Gamle vän |
| 1964  | Veijo Meri                                             | Peiliin piirretty nainen |
| 1964  | Lassi Nummi                                            | Kuusimittaa |
| 1964  | Eila Pennanen                                          | Mutta |
| 1964  | Tyyne Saastamoinen                                     | Jokainen vuodenaika |
| 1965  | Tito Colliander                                        | Bevarat |
| 1965  | Paavo Haavikko                                         | Lasi Claudius Civiliksen salaliittolaisten pöydällä |
| 1965  | Lars Huldén                                            | Spöfågel |
| 1965  | Iris Kähäri                                            | Viipurilaisen iltapäivä |
| 1965  | Eeva-Liisa Manner                                      | Niin vaihtuivat vuoden ajat |
| 1965  | Pertti Nieminen                                        | Silmissä maailman maisemat |
| 1965  | Irmelin Sandman Lilius                                 | Mercina |
| 1965  | Eino Säisä                                             | Yöstä tullut |
| 1966  | Marianne Alopaeus                                      | Mörkrets kärnä |
| 1966  | Antti Hyry                                             | Alakoulu |
| 1966  | Lauri Leskinen                                         | Läpikäytävä |
| 1966  | Juha Mannerkorpi                                       | Jälkikuva |
| 1966  | Timo K. Mukka                                          | Täältä jostakin |
| 1966  | Jyrki Pellinen                                         | Nuoruuteni ilmastot, Niin päinvastoin kuin kukaan |
| 1966  | Mirkka Rekola                                          | Ilo ja epäsymmetria |
| 1966  | Paavo Rintala                                          | Keskusteluja lasten kanssa |
| 1966  | Pentti Saarikoski                                      | Kuljen missä kuljen |
| 1966  | Peter Sandelin                                         | En vanlig solig dag |
| 1967  | Bo Carpelan                                            | 73 dikter |
| 1967  | Anders Cleve                                           | Påskäggen |
| 1967  | Paavo Haavikko                                         | Puut, kaikki heidän vihreytensä |
| 1967  | Veikko Huovinen                                        | Lemmikkieläin |
| 1967  | Aapo Junkola                                           | Varjojen aika |
| 1967  | Viljo Kajava                                           | Tampereen runot, Ruusuja, lunta |
| 1967  | Pekka Kejonen                                          | Uskomattomat |
| 1967  | Eeva-Liisa Manner                                      | Kirjoitettu kivi |
| 1967  | Matti Rossi                                            | Leikkejä kahdelle |
| 1967  | Pekka Suhonen                                          | Tytöt lähtevät maailmalle |
| 1968  | Erkki Ahonen                                           | Paperihanskat |
| 1968  | Claes Andersson                                        | Samhället vi dör i |
| 1968  | Leo Kalervo                                            | Kiinnitys menneeseen |
| 1968  | Eeva Kilpi                                             | Rakkauden ja kuoleman pöytä |
| 1968  | Lassi Nummi                                            | Keskipäivä, delta |
| 1968  | Hannu Salama                                           | Kenttäläinen käy talossa, Minä, Olli ja Orvokki |
| 1968  | Marja-Liisa Vartio                                     | Hänen olivat linnut |
| 1969  | Helvi Erjakka                                          | Hän meni pois |
| 1969  | Antti Hyry                                             | Leveitä lautoja |
| 1969  | Raimo J. Kinnunen                                      | Kutsumusopettajat |
| 1969  | Samuli Paronen                                         | Lallinkorven leipä |
| 1969  | Heimo Pihlajamaa                                       | Kafuri |
| 1969  | Mirkka Rekola                                          | Anna päivän olla kaikki |
| 1969  | Lassi Sinkkonen                                        | Sumuruisku |
| 1969  | Iris Uurto                                             | Puut juuriltaan |
| 1969  | Ralf Nordgren                                          | Med |
| 1969  | Nalle Valtiala                                         | Varning för människan |
| 1969  | Esa Adrian                                             | (Andreï Biély: Peterburg, Alexandre Soljenitsyne: Syöpäosasto) |
| 1969  | Tuomas Anhava                                          | (Traductions de Gunnar Björling, Rabbe Enckell et de Bo Carpelan) |
| 1969  | Juhani Jaskari                                         | (Malcolm Lowry: Tulivuoren juurella, Vladimir Nabokov: Nabokov Nabokovista) |
| 1969  | Erkki Puranen                                          | (Sigmund Freud: Unien tulkinta) |
| 1969  | Pentti Saaritsa                                        | (Miguel Ángel Asturias: Weekend Guatemalassa) |
| 1969  | Bo Carpelan                                            | Bågen |
| 1969  | Margareta Keskitalo                                    | Tyttö kuunarilaiturilla |
| 1969  | Asko Martinheimo                                       | Polttaa, polttaa |
| 1969  | Osmo Iivari Kaila                                      | Pakkopeli |
| 1969  | Uolevi Nojonen                                         | Sigmund Freudin kaamea flunssa |
| 1970  | Bo Carpelan                                            | Gården |
| 1970  | Tito Colliander                                        | Vaka |
| 1970  | Eeva Joenpelto                                         | Halusit tai et |
| 1970  | Anu Kaipainen                                          | Magdalena ja maailman lapset |
| 1970  | Christer Kihlman                                       | Inblandningar, utmaningar |
| 1970  | Alex Matson                                            | Mielikuvituksen todellisuus |
| 1970  | Alpo Ruuth                                             | Kämppä |
| 1970  | Tyyne Saastamoinen                                     | Vieras maa |
| 1970  | Kerttu-Kaarina Suosalmi                                | Hyvin toimeentulevat ihmiset |
| 1970  | Caj Westerberg                                         | En minä ole ainoa kerta |
| 1970  | Eila Kivikk’aho                                        | (Maria Gripe: Josefin, Josefinin ystävät) |
| 1970  | Kristiina Kivivuori                                    | (Per Olov Enquist: Miehet ilman isänmaata, Tove Jansson: Kuvanveistäjän tytär, Pär Lagerkvist: Marianne)                                                                        |
| 1970  | Matti Rossi                                            | (Jorge Luis Borges: Haarautuvien polkujen puutarha) |
| 1970  | Pentti Saarikoski                                      | (Saul Bellow: Tartu tilaisuuteen, Evankeliumi Matteuksen mukaan, Philip Roth: Portnoyn tauti, Sapfon runovalikoima: Iltatähti, häälaulu, Ho Chi Minh: Poliittisen vangin runot) |
| 1970  | Elvi Sinervo                                           | (Ralf Nordgren: Maakana) |
| 1970  | Veikko Haakana                                         | Kivinen biisoni |
| 1970  | Merja Otava                                            | Kuuvuosi |
| 1970  | Erkki Räikkönen                                        | Jämä |
| 1970  | Irmelin Sandman Lilius                                 | Gullkrona gränd |
| 1970  | Oili Tanninen                                          | Nunnu putoaa |
| 1971  | Paavo Haavikko                                         | Neljätoista hallitsijaa |
| 1971  | Pertti Klemola                                         | Juuso Walden |
| 1971  | Ulla-Lena Lundberg                                     | Gaijin |
| 1971  | Juha Mannerkorpi                                       | Sudenkorento |
| 1971  | Origo                                                  | Käytöksen kultainen kirja |
| 1971  | Erno Paasilinna                                        | Alamaisen kyyneleet |
| 1971  | Reino Rinne                                            | Anna minulle atomipommi |
| 1971  | Annikki Sankari                                        | Kulkurivalssi |
| 1971  | Anja Vammelvuo                                         | Lintu pieni |
| 1971  | Sven Willner                                           | Möjligheter |
| 1971  | Pertti Nieminen                                        | (anthologie de poésie chinoise Virralla) |
| 1971  | Anna-Maija Raittila                                    | (anthologie Kaivojen maa) |
| 1971  | Antero Tiusanen                                        | (John Barth: Matkan pää, Philip Roth: Hyvästi Columbus, Frank Elli: Kapina vankilassa, Karl Marx: Kansantaloustieteen arvostelua)                                               |
| 1971  | Arvo Turtiainen                                        | (Vladimir Maïakovski: Vladimir Iljitš Lenin) |
| 1971  | Thomas Warburton                                       | (Volter Kilpi: Historien om Albatros) |
| 1971  | Inari et Leena Krohn                                   | Vihreä vallankumous |
| 1971  | Rauha S. Virtanen                                      | Joulukuusivarkaus |
| 1971  | Tove Jansson                                           | Sent i november |
| 1971  | Yrjö Salo                                              | Mitäs me metallimiehet |
| 1971  | Arja Hakulinen, Matti Hyttinen, Seija Repo, Essi Salmi | Kontakti-sarja |
| 1972  | Bo Carpelan                                            | Rösterna i den sena timmen |
| 1972  | Jörn Donner                                            | Sommar av kärlek och sorg |
| 1972  | Olof Granholm                                          | Bässpojken |
| 1972  | Samuli Paronen                                         | Huone puutalossa |
| 1972  | Eila Pennanen                                          | Himmun rakkaudet |
| 1972  | Kalle Päätalo                                          | Huonemiehen poika |
| 1972  | Paavo Rintala                                          | Viapori 1906 |
| 1972  | Pentti Saaritsa                                        | Jäsenkirjan lisälehdet |
| 1972  | Kalevi Seilonen                                        | Vehnäpelto kasvaa heinää |
| 1972  | Eino Säisä                                             | Kukkivat roudan maat I |
| 1972  | Kyllikki Härkäpää                                      | (Tito Colliander: Kahdet kasvot) |
| 1972  | Marja Itkonen-Kaila                                    | (Thomas More: Utopia) |
| 1972  | Risto Lehmusoksa                                       | (William S. Burroughs: Alaston lounas & Henry Miller: Plexus 1–2) |
| 1972  | Paavo Lehtonen                                         | (Chester Himes: Ei armoa Harlemissa, Kuolema kulkee Harlemissa) |
| 1972  | Aarno Peromies                                         | (Franz Kafka: Kirjeitä Milenalle) |
| 1972  | Liisi Hietanen                                         | Kananlento |
| 1972  | Asko Kaikusalo                                         | Hiiristoori |
| 1972  | Margareta Keskitalo                                    | Liukuhihnaballadi |
| 1972  | Kaarina Kolu                                           | Konnakopla ja III B |
| 1972  | Asko Martinheimo                                       | Pääkallokiitäjä |
| 1972  | Mikko Samulinen                                        | Hiljaisen joen aave |
| 1972  | Jyrki Mäntylä                                          | (Veriveljien saaga ja Viinimaan saaga & Halldór Laxness: Pitäjänkertomus) |
| 1973  | Claes Andersson                                        | Bakom bilderna |
| 1973  | Mikael Enckell                                         | Över stumhetens gräns |
| 1973  | Liisa Hännikäinen                                      | Sinä olet nuori |
| 1973  | Viljo Kajava                                           | Vallilan rapsodia |
| 1973  | Marja-Leena Mikkola                                    | Lääkärin rouva |
| 1973  | Maila Pylkkönen                                        | Muistista |
| 1973  | Mirkka Rekola                                          | Minä rakastan sinua, minä sanon sen kaikille |
| 1973  | Paavo Rintala                                          | Paavalin matkat |
| 1973  | Hannu Salama                                           | Siinä näkijä, missä tekijä |
| 1973  | Kaari Utrio                                            | Pirita Karjalan tytär |
| 1973  | Tuomas Anhava                                          | (Gunnar Björling: Kosmos valmiiksi kirjoitettu) |
| 1973  | Kai Kaila                                              | (Hermann Hesse: Lasihelmipeli, Heinrich Böll: Nainen ryhmäkuvassa) |
| 1973  | Eila Kostamo-Polameri                                  | (Charles Baudelaire: Alaston sydämeni) |
| 1973  | Pentti Saarikoski                                      | (Homère: Odysseia) |
| 1973  | Marianne et Pekka Tarkka                               | (Elmer Diktonius: Suomen tasavallan kansalaisia) |
| 1973  | Seppo Loponen                                          | (Ngugi wa Thiong'o: Nisun jyvä, Peter Abrahams: Voittajan seppel, Ayi Kwei Armah: Pirstaleita)                                                                                  |
| 1973  | Marita Lindquist                                       | Kottens bakvändä B |
| 1973  | Pekka Suhonen                                          | Kauniiden naisten juttu |
| 1973  | Kati Bondestam, Camilla Mickwitz                       | Pikku kanin hassu päivä |
| 1973  | Ines Lappalainen                                       | Vastamäen Saara |
| 1973  | Tuula Saarto                                           | Suljetut ovet |
| 1973  | Martti Haavio                                          | Nuoruusvuodet |
| 1974  | Lars Huldén                                            | Herdedikter |
| 1974  | Martti Joenpolvi                                       | Kaikki alennuksella |
| 1974  | Eeva Kilpi                                             | Häätanhu |
| 1974  | Eino Koivistoinen                                      | Vanha tramppi |
| 1974  | Veijo Meri                                             | Aleksis Stenvallin elämä |
| 1974  | Aulikki Oksanen                                        | Isosisko ja pikkuveli |
| 1974  | Jyrki Pellinen                                         | Kesän maa, Minä kirjoitan maljasta, joka oli hidas |
| 1974  | Juhani Peltonen                                        | Valaan merkkejä |
| 1974  | Niilo Rauhala                                          | Lumen ja auringon välissä |
| 1974  | Tom Sandell                                            | Du |
| 1974  | Ulla-Liisa Heino                                       | (Tchinguiz Aïtmatov: Hyvästi Gulsary) |
| 1974  | Jorma Kapari                                           | (Jules Renard: Kuvien metsästäjä) |
| 1974  | Juhani Koskinen                                        | (Lars Ardelius: Kruununprinssit) |
| 1974  | Jarkko Laine                                           | (Mark Twain: Tom Sawyerin seikkailut) |
| 1974  | Nils-Börje Stormbom                                    | (Joel Lehtonen: Putkinotko) |
| 1974  | Kaarina Helakisa et Katriina Viljamaa-Rissanen         | Elli-velli-karamelli |
| 1974  | Aura Louhija                                           | Mukana kuvassa |
| 1974  | Hannu Mäkelä                                           | Herra Huu |
| 1974  | Erkki K. Suomela                                       | Vieras kesä |
| 1974  | Pirre et Kari Vaijärvi et Irja Hietanen                | Jeppe ja salaisuus |
| 1974  | Manfred Peter Hein                                     | traduction en allemand de littérature finlandaise |
| 1975  | Anni Blomqvist                                         | Tie Myrskyluodolle |
| 1975  | Paavo Haavikko                                         | Kaksikymmentä ja yksi, Harald pitkäikäinen |
| 1975  | Eeva Joenpelto                                         | Vetää kaikista ovista |
| 1975  | Alpo Ruuth                                             | Kotimaa |
| 1975  | Samuli Aikio, Erkki Itkonen et Pekka Sammallahti       | Tulia kaamoksessa: anthologie de littérature lapone |
| 1975  | Kirsi Kunnas et Eeva-Liisa Manner                      | (Lewis Carroll: Liisan seikkailut ihmemaassa, Liisan seikkailut peilimaassa) |
| 1975  | Hannu Launonen et István Kecskeméti                    | (Ferenc Juhász: Kukkiva maailmanpuu) |
| 1975  | Maj-Lis Holmberg                                       | (Mellan fjäll och hav: modern isländsk lyrik) |
| 1975  | Sinikka Kallio                                         | (C. G. Jung: Job saa vastauksen) |
| 1975  | Aila Meriluoto                                         | (Rainer Maria Rilke: Duinon elegiat) |
| 1975  | Pentti Saaritsa                                        | (Fernando Pessoa: Hetkien vaellus) |
| 1975  | Lasse Raustela                                         | Piura, Kuningashitti |
| 1975  | Leena Krohn                                            | Viimeinen kesävieras |
| 1975  | Uolevi Nojonen                                         | Tinatähti ja Anselmin aarre |
| 1975  | Marita Lindquist                                       | Kotten vågar inte gå hem |
| 1975  | Samuli Paronen                                         | Maailma on sana (kunniamaininta) |
| 1975  | Jens Hilden                                            | (Hannu Salama: Kommer upp i tö, Lassi Sinkkonen: Solveig och Jussi) |
| 1976  | Antti Hyry                                             | Silta Liikkuu |
| 1976  | Tauno Kaukonen                                         | Veräjättömän tarina |
| 1976  | Christer Kihlman                                       | Dyre prins |
| 1976  | Eila Kivikk’aho                                        | Runot 1961–75 |
| 1976  | Hannu Mäkelä                                           | Jos pettää sinut elämä |
| 1976  | Johannes Salminen                                      | Middagsdemonerna |
| 1976  | Henrik Tikkanen                                        | Brändövägen 8 |
| 1976  | Antti Tuuri                                            | Vuosi elämästä |
| 1976  | Esa Adrian                                             | (Léon Tolstoï: Sota ja rauha, Mikhaïl Boulgakov: Kohtalokkaat munat) |
| 1976  | Kersti Juva                                            | (J. R. R. Tolkien: Kuninkaan paluu, Richard George Adams: Ruohometsän kansa) |
| 1976  | Liisa Ryömä                                            | (Zaharia Stancu: Costandina, Anni Blomqvist: Luoto meressä, Anni Blomqvist: Maija)                                                                                              |
| 1976  | Oili Suominen                                          | (Siegfried Lenz: Esikuva) |
| 1976  | Aarno Kellberg                                         | Petteri pitää pintansa |
| 1976  | Marjatta Kurenniemi                                    | Leenan sininen päiväkirja |
| 1976  | Camilla Mickwitz                                       | Jason |
| 1976  | Béla Jávorsky                                          | Traduction de littérature de Finlande |
| 1977  | Daniel Katz                                            | Orvar Kleinin kuolema |
| 1977  | Jarkko Laine                                           | Viidenpennin Hamlet |
| 1977  | Kerttu-Kaarina Suosalmi                                | Jeesuksen pikku soturi |
| 1977  | Heikki Turunen                                         | Kivenpyörittäjän kylä |
| 1977  | Nils Erik Wickberg                                     | Tonfall |
| 1977  | Tuomas Anhava                                          | (Ezra Pound: Personae) |
| 1977  | Kalevi Nyytäjä                                         | (E. L. Doctorow: Ragtime, Ursula Le Guin: Pimeyden vasen käsi) |
| 1977  | Eila Pennanen                                          | (Sven Fagerberg: Pesäyö) |
| 1977  | Thomas Warburton                                       | (Volter Kilpi: I stugan på Ylistalo) |
| 1977  | Tiina Kaila                                            | Auringonlaskun torni |
| 1977  | Annikki Kariniemi                                      | Pikku Jounin tarina |
| 1977  | Leena Krohn                                            | Ihmisen vaatteissa |
| 1977  | Kaija Pakkanen                                         | Huilu hilpeä |
| 1977  | Oliver Descarques                                      | Où que j’aille (Recueil de poèmes de Pentti Saarikoski) |
| 1977  | Gabriel Rebourcet                                      | Le palais d’hiver (Recueil de poèmes de Paavo Haavikko) |
| 1978  | Johan Bargum                                           | Mörkrum |
| 1978  | Lassi Nummi                                            | Lähdössä tänään |
| 1978  | Eeva-Liisa Manner                                      | Kuolleet vedet |
| 1978  | Erno Paasilinna                                        | Kadonnut armeija |
| 1978  | Pentti Saaritsa                                        | Yhdeksäs aalto |
| 1978  | Antti Tuuri                                            | Joki virtaa läpi kaupungin |
| 1978  | Kai Nieminen                                           | (Takeshi Kaiko: Kesän pimeys) |
| 1978  | Raija Mattila                                          | (Anaïs Nin: Päiväkirja 1931–1934) |
| 1978  | Kirsti Siraste                                         | (Milan Kundera: Elämä on toisaalla) |
| 1978  | Thomas Warburton                                       | (Thomas Warburton: Hakkuut) |
| 1978  | Arvi Arjatsalo                                         | Möhkämammutti |
| 1978  | Jorma Kurvinen                                         | Susikoira Roi ja seikkailu saaristossa' |
| 1978  | Marja-Leena Mikkola                                    | Anni Manninen |
| 1978  | Eeva Salo                                              | Omenannahkakengät |
| 1978  | Sirkka Särkilahti, Ulla Vaajakallio, Timo Veijola      | Rimpatti |
| 1978  | Inga-Britt Wik-Amnell                                  | Pour l'édition de Bitar av livet, belysta d'Eva Wichman |
| 1978  | Keith Bosley                                           | Finnish Folk Poetry: Epic -antologian runojen englannintamisesta |
| 1979  | Seppo Ahti                                             | Toisen tasavallan vieraana |
| 1979  | Leo Kalervo                                            | Vuonna 1932 |
| 1979  | Eila Kostamo                                           | Lapsinainen |
| 1979  | Markku Lahtela                                         | Sirkus |
| 1979  | Bodil Lindfors-Lindman                                 | Anteckningar från ett hus vid floden |
| 1979  | Rauno Ekholm                                           | (B. Traven: Kuolemanlaiva) |
| 1979  | Kyllikki Härkäpää                                      | (Tito Colliander: Ristisaatto) |
| 1979  | Eila Kivikk’aho et Raija Rymin                         | (Pour la traduction de la troisième partie des poèmes d'Ossip Mandelstam) |
| 1979  | Risto Lehmusoksa                                       | (Ken Kesey: Joskus tekee mieli) |
| 1979  | Claes Andersson                                        | (Elvi Sinervo: Diktarmoran och andra dikter) |
| 1979  | Christina Andersson                                    | William och Vild-Jam |
| 1979  | Kaarina Helakisa                                       | Ainakin miljoona sinistä kissaa |
| 1979  | Mikko Samulinen                                        | Tunari |
| 1979  | Arto Seppälä                                           | Kättä päälle, Vasco da Gama |
| 1979  | Anneli Toijala                                         | Filmaus seis |
| 1979  | Annukka et Samuli Aikio                                | Pour les éditions en finnois et en lapon des contes dont Lentonoidan poika |
| 1980  | Risto Ahti                                             | Lintujen planeetta |
| 1980  | Helena Anhava                                          | Hidas osa |
| 1980  | Tua Forsström                                          | Tallört |
| 1980  | Juha Mannerkorpi                                       | Päivänsinet |
| 1980  | Ralf Nordgren                                          | Stensamling |
| 1980  | Esko Raento                                            | Tie |
| 1980  | Alpo Ruuth                                             | Viimeinen syksy |
| 1980  | Pekka Suhonen                                          | Tulia yön puutarhassa |
| 1980  | Eeva Tikka                                             | Hiljainen kesä |
| 1980  | Sirkka Turkka                                          | Mies, joka rakasti vaimoaan liikaa |
| 1980  | Juhani Jaskari                                         | (Ernest Hemingway: Nick Adamsin tarina) |
| 1980  | Kai Kaila                                              | (Virginia Woolf: Aallot) |
| 1980  | Jorma Kapari                                           | (Italo Calvino: Tää vaikea elämä, Patrick Modiano: Hämärien puotien kuja) |
| 1980  | Marjatta Kapari                                        | (Kurt Vonnegut: Titaanien seireenit) |
| 1980  | Seppo Loponen                                          | (Ross Russel: Bird elää, Ayi Kwei Armah: Mistä meille tämä armo, Woody Allen: Parhaat)                                                                                          |
| 1980  | Oili Suominen                                          | (Günter Grass: Kampela, Max Frisch: Montauk) |
| 1980  | Laura Soinne                                           | Varjojen linnan prinssit, Seikkailusatuja, Satuja, Tuulitunturin jättiläinen |
| 1980  | Kirsi Kunnas                                           | Kani Koipeliinin kuperkeikat |
| 1980  | Asko Martinheimo                                       | Saari taivaanrannassa |
| 1980  | Aulikki Oksanen                                        | Ykä ja kuu |
| 1980  | Jukka Parkkinen                                        | Korppi ja korven veikot |
| 1980  | Jorma Ranivaara                                        | Raamit ränniin |
| 1981  | Walentin Chorell                                       | Rävsaxen |
| 1981  | Veikko Huovinen                                        | Koirankynnen leikkaaja |
| 1981  | Pentti Holappa                                         | Pitkiä sanoja |
| 1981  | Martti Joenpolvi                                       | Valkoinen huvimaja |
| 1981  | Hannu Mäkelä                                           | Ikäänkuin ihminen |
| 1981  | Pentti Saarikoski                                      | Tanssiinkutsu, Asiaa tai ei |
| 1981  | Eino Säisä                                             | Minun maa |
| 1981  | Ilpo Tiihonen                                          | Arjen Armada |
| 1981  | Annamari Sarajas                                       | Orfeus nukkuu |
| 1981  | Yrsa Stenius                                           | Jag älskar mig |
| 1981  | Mats Huldén                                            | (Matti Pulkkinen: Och den granen grät) |
| 1981  | Kristiina Kivivuori-Statkov                            | (Robert Musil: Mies vailla ominaisuuksia) |
| 1981  | Eva Lille                                              | (Mati Unt: Syystanssi) |
| 1981  | Kristiina Rikman                                       | (John Irving: Garpin maailma, Susan Cooper: Viheriä noita, Kuningas harmaa) |
| 1981  | Liisa Ryömä                                            | (Kerstin Ekman: Enkelitalo, Sara Lidman: Palvelijasi kuulee) |
| 1981  | Aale Tynni                                             | (Edda) |
| 1981  | Arvi Arjatsalo                                         | Varastettu enkeli |
| 1981  | Anna-Liisa Haakana                                     | Ykä yksinäinen |
| 1981  | Mauri Kunnas                                           | Koiramäen talossa |
| 1981  | Marjatta Kurenniemi                                    | Seitsemän meren tuolla puolen |
| 1981  | Björn Kurtén                                           | 63 förstenade hjärtan |
| 1981  | Anni Lahtinen                                          | Jättiläisen tasku |
| 1981  | Markku Lahtela                                         | Hallitsija (kunniamaininta postuumisti) |
| 1982  | Kari Aronpuro                                          | Vähäfysiikka |
| 1982  | Paavo Haavikko                                         | Ikuisen rauhan aika, Viisi pientä draamallista tekstiä |
| 1982  | Lars Huldén                                            | Jag blir gammal kärä du |
| 1982  | Matti Yrjänä Joensuu                                   | Harjunpää ja kapteeni Karhu |
| 1982  | Sirkka Laine                                           | Viikonloppuna on vapaata |
| 1982  | Ulla-Lena Lundberg                                     | Öar i Afrikas inre |
| 1982  | Matti Paavilainen                                      | Unohduksen huvilat |
| 1982  | Mirkka Rekola                                          | Kuutamourakka |
| 1982  | Alpo Ruuth                                             | Katselmus |
| 1982  | Hannu Salakka                                          | Vihreän veden pohjalla |
| 1982  | Esa Adrian                                             | (Alexandre Herzen: Menneitä ja mietteitä) |
| 1982  | Erkki Haglund                                          | (John Fowles: Jumalten naamiot) |
| 1982  | Marja Koskinen                                         | (Iouri Trifonov: Pitkät jäähyväiset) |
| 1982  | Kai Nieminen                                           | (Basho: Kapea tie pohjoiseen) |
| 1982  | Hannu Launonen                                         | (Sándor Csoóri: Otsasi hämärästä) |
| 1982  | Pentti Saarikoski                                      | (Antti Jalava: Asfalttikukka, Gunnar Ekelöf: Epätasaiset runot) |
| 1982  | Rakel Hyvärinen                                        | Punainen tyttö |
| 1982  | Jorma Kurvinen                                         | Pako |
| 1982  | Hannu Mäkelä                                           | Kalle-Juhani ja kaverit |
| 1982  | Uolevi Nojonen                                         | Roope ja Raisa |
| 1982  | Ritva Toivola                                          | Kaislaluodon Pitkäsiipi |
| 1983  | Orvokki Autio                                          | Kotipesä |
| 1983  | Tove Jansson                                           | Den ärliga bedragaren |
| 1983  | Eeva Joenpelto                                         | Elämän rouva, rouva Glad |
| 1983  | Lassi Nummi                                            | Kaksoiskuva |
| 1983  | Eila Pennanen                                          | Kirjailijatar ja hänen miehensä |
| 1983  | Teuvo Saavalainen                                      | Velipoika löi kerran |
| 1983  | Kerttu-Kaarina Suosalmi                                | Onnen metsämies |
| 1983  | Arja Tiainen                                           | Kalastaja Merlin |
| 1983  | Henrik Tikkanen                                        | Henriksgatan |
| 1983  | Antti Tuuri                                            | Pohjanmaa |
| 1983  | Marja Alopaeus                                         | (Jayne Anne Phillips: Mustat kuviot) |
| 1983  | Martti Anhava                                          | (Anton Tchekhov: Kirjeitä vuosilta 1877–1890) |
| 1983  | Marja Itkonen-Kaila                                    | (Jean-François Regnard: Retki Lappiin, Platon: Teokset V) |
| 1983  | Markku Mannila                                         | (Heinrich Böll: Suojaverkko, Peter Bichsel: Lastentarinoita) |
| 1983  | Annikki Suni                                           | (Michel Tournier: Kolmen kuninkaan kumarrus) |
| 1983  | Kaarina Huhtinen et Pirkko Jauhiainen                  | Ihmeitä tekevä kuva |
| 1983  | Leena Laulajainen                                      | Olipa-kerran-maan kukat |
| 1983  | Kari Levola                                            | Kattohaukka |
| 1983  | Jukka Parkkinen et Hannu Hautala                       | Joutsenlampi |
| 1984  | Olli Jalonen                                           | Hotelli eläville |
| 1984  | Eeva Kilpi                                             | Elämän evakkona |
| 1984  | Iris Kähäri                                            | Asuu yksin |
| 1984  | Toivo Laakso                                           | Sukua |
| 1984  | Jyrki Pellinen                                         | Kun sinussa on joku |
| 1984  | Hannu Salama                                           | Kaivo kellarissa, Pasi Harvalan tarina II |
| 1984  | Tom Sandell                                            | Pavlovs hundar |
| 1984  | Solveig von Schoultz                                   | Kolteckning, ofullbordad |
| 1984  | Raija Siekkinen                                        | Elämän keskipiste |
| 1984  | Sirkka Turkka                                          | Vaikka on kesä |
| 1984  | Mirja Bolgar                                           | (Simone de Beauvoir: Mandariinit II) |
| 1984  | Aira Buffa                                             | (Umberto Eco: Ruusun nimi) |
| 1984  | Jyrki Lappi-Seppälä                                    | (Mario Vargas Llosa: Maailmanlopun sota) |
| 1984  | Eeva Siikarla                                          | (Iris Murdoch: Nunnia ja sotilaita, Alan Paton: Oi, miten kaunis maa) |
| 1984  | Caj Westerberg                                         | (Tua Forsström: Mäntykukka; Syyskuu) |
| 1984  | Kyllikki Villa                                         | (Ingeborg Bachmann: Malina) |
| 1984  | Clas Zilliacus                                         | (William Shakespeare: Hamlet) |
| 1984  | Maikki Harjanne                                        | Sysimetsän syysmarkkinat, Vanttu, Vanttu ja vaari |
| 1984  | Eva Illoinen                                           | Perri tulee ylioppilaaksi |
| 1984  | Marjatta Levanto                                       | Taide on totta |
| 1984  | Asko Martinheimo                                       | Mestarilaukaus ja muita ihmeitä |
| 1984  | Erkki K. Suomela                                       | Tosi mesta |
| 1985  | Risto Ahti                                             | Loistava yksinäisyys |
| 1985  | Jörn Donner                                            | Far och son |
| 1985  | Jarkko Laine                                           | Villiintynyt puu |
| 1985  | Fredrik Lång                                           | Sommaren med Sue |
| 1985  | Veronica Pimenoff                                      | Loistava Helena |
| 1985  | Pirkko Saisio                                          | Kainin tytär |
| 1985  | Eira Stenberg                                          | Paratiisin vangit |
| 1985  | Bo Carpelan                                            | (Modern finsk lyrik) |
| 1985  | Arto Häilä                                             | (Göran Tunström: Jouluoratorio, Joseph Heller: Herra tietää) |
| 1985  | Sinikka Kallio                                         | (Rainer Maria Rilke: Malte Laurids Briggen muistiinpanot) |
| 1985  | Pertti Nieminen                                        | (Sinusta erossa) |
| 1985  | Tyyni Tuulio                                           | (Fredrika Runeberg: Kynäni tarina) |
| 1985  | Hannele Huovi                                          | Taikaruukku |
| 1985  | Tuula Kallioniemi                                      | Paha poika, Kuinka Sepontyttö vapautti taivaanvalot |
| 1985  | Marja-Leena Mikkola                                    | Jälkeen kello kymmenen |
| 1985  | Hellevi Salminen                                       | Sivari |
| 1985  | Eeva Tikka                                             | Satuja |
| 1986  | Annika Idström                                         | Veljeni Sebastian |
| 1986  | Paul von Martens                                       | Visa mig stjärnan |
| 1986  | Arto Melleri                                           | Rubiinisilmäinen pääkallosormus |
| 1986  | Matti Mäkelä                                           | Vapaan ajattelun esteet |
| 1986  | Kai Nieminen                                           | En minä tiedä |
| 1986  | Brita Polttila                                         | Reidar |
| 1986  | Matti Pulkkinen                                        | Romaanihenkilön kuolema |
| 1986  | Esa Sariola                                            | Rakas ystävä |
| 1986  | Wava Stürmer                                           | Väntansväg |
| 1986  | Caj Westerberg                                         | Kirkas nimetön yö |
| 1986  | Kyllikki Härkäpää                                      | (Willy Kyrklund: 8 muunnelmaa) |
| 1986  | Kersti Juva                                            | (William Golding: Paperimiehet, J. R. R. Tolkien: Hobitti eli sinne ja takaisin)                                                                                                |
| 1986  | Juhani Koskinen                                        | (Sven Delblanc: Samuelin tyttäret) |
| 1986  | Marja Kyrö                                             | (Christoph Hein: Villihevonen uunin alla) |
| 1986  | Paavo Lehtonen                                         | (A. B. Yehoshua: Myöhäinen avioero) |
| 1986  | Liisa Karakorpi                                        | Noidan kummityttö |
| 1986  | Elina Karjalainen                                      | Teemu, karvainen kaveri |
| 1986  | Camilla Mickwitz                                       | Mimosan syntymäyö |
| 1986  | Vuokko Niskanen                                        | Heikkalan lasten ilonpäivät |
| 1986  | Maria Vuorio                                           | Eeva |
| 1987  | Johan Bargum                                           | Husdjur |
| 1987  | Birgitta Boucht                                        | Glädjezon |
| 1987  | Bo Carpelan                                            | Axel |
| 1987  | Antti Hyry                                             | Kertomus |
| 1987  | Kirsi Kunnas                                           | Valoa kaikki kätketty |
| 1987  | Rosa Liksom                                            | Unohdettu vartti |
| 1987  | Ilkka Pitkänen                                         | Varamies |
| 1987  | Kalevi Seilonen                                        | Metsäroisto |
| 1987  | Eeva Tikka                                             | Aurinkoratsastus |
| 1987  | Matti Tiisala                                          | Uneksin kuun |
| 1987  | Raija Mattila                                          | (Lewis Nkosi: Linnun kiima, Anaïs Nin: Päiväkirja 1955–1966) |
| 1987  | Hilkka Mäki                                            | (Jorge Amado: Dona Flor ja hänen kaksi aviomiestään) |
| 1987  | Sanna Pernu                                            | (Camilo José Cela: Masurkka kahdelle kuolemalle, Ernesto Sábato: Sankareista ja haudoista)                                                                                      |
| 1987  | Pentti Saaritsa                                        | (Gabriel García Márquez: Patriarkan syksy) |
| 1987  | Juhani Salokannel                                      | (Jaan Kross: Professori Martensin lähtö) |
| 1987  | Sinikka Laine                                          | Tyttö tuulesta, poika pimeästä |
| 1987  | Leena Rantanen                                         | Tuulet |
| 1987  | Lasse Raustela                                         | Keskiyön vossikka |
| 1987  | Irmelin Sandman Lilius                                 | Barbidels hav |
| 1987  | Ritva Toivola                                          | Kun pikkukorva sai siivet |
| 1988  | Tua Forsström                                          | Snöleoparden |
| 1988  | Paavo Haavikko                                         | Yritys omaksikuvaksi |
| 1988  | Laila Hietamies                                        | Maan kämmenellä |
| 1988  | Hannu Mäkelä                                           | Kylmän aika |
| 1988  | Ralf Nordgren                                          | Pianobärarna |
| 1988  | Niilo Rauhala                                          | Jos kuulisin veden heräävän |
| 1988  | Sinikka Tirkkonen                                      | Luvaton elämä |
| 1988  | Erkki Jukarainen                                       | (Gloria Naylor: Kotipaikka Linden Hills) |
| 1988  | Kristiina Kivivuori                                    | (Robert Musil: Mies vailla ominaisuuksia) |
| 1988  | Hannu Launonen                                         | (Miljoona kilometriä Budapestiin: valikoima unkarilaisia novelleja 1909–1986)                                                                                                   |
| 1988  | Oili Suominen                                          | (Birgitta Trotzig: Liejukuninkaan tytär, Christer Kihlman: Gerd Bladhin tuho, Günter Grass: Rottarouva)                                                                         |
| 1988  | Jorma Kurvinen                                         | Kamu: erään koiran tarina |
| 1988  | Tuija Lehtinen                                         | Mun ystävä Rufus |
| 1988  | Uolevi Nojonen                                         | Iloiset tutkimusmatkat |
| 1988  | Esko-Pekka ja Tuula Tiitinen                           | Voi vallatonta |
| 1988  | Pekka Vuori                                            | Kadonneet alushameet |
| 1989  | Martti Joenpolvi                                       | Pronssikausi |
| 1989  | Anita Konkka                                           | Hullun taivaassa |
| 1989  | Johannes Salminen                                      | Minnet av Alexandria |
| 1989  | Keijo Siekkinen                                        | Kuinka tiikerivuori valloitetaan |
| 1989  | Kerttu-Kaarina Suosalmi                                | Ihana on Altyn-köl |
| 1989  | Inga-Britt Wik                                         | Ingen lycklig kärlek |
| 1989  | Kristiina Drews                                        | (Flann O'Brien: Kolmas konstaapeli) |
| 1989  | Tapani Harvianen (ed.) et al.                          | (Sana ja ruokokynä: anthologie de littérature non européenne) |
| 1989  | Kaarina Ripatti                                        | (Gertrude Stein: Ida) |
| 1989  | Margit Salmenoja                                       | (Lennart Hagelfors: Kongolainen joka nauroi) |
| 1989  | Bo Carpelan                                            | Måla himlen |
| 1989  | Hannele Huovi                                          | Vladimirin kirja |
| 1989  | Hellevi Salminen                                       | Jerry |
| 1989  | Saara Sarkkinen                                        | Valkoinen ankka |
| 1990  | Olli Jalonen                                           | Johan ja Johan |
| 1990  | Kai Nieminen                                           | Keinuva maa |
| 1990  | Leena Krohn                                            | Rapina |
| 1990  | Kjell Westö                                            | Utslag och andra noveller |
| 1990  | Marja Koskinen                                         | (Tatiana Tolstaya: Tulta ja pölyä) |
| 1990  | Matti Brotherus                                        | (Eduardo Mendoza: Ihmeiden kaupunki) |
| 1990  | Mirjami Hietala                                        | Matkalippu Mostariin |
| 1990  | Eeva Tikka                                             | Yön lintu ja Siivetön |
| 1991  | Agneta Ara                                             | Antonio Gades kommer inte |
| 1991  | Sakari Issakainen                                      | Jos nimeltä kutsut |
| 1991  | Tiina Kaila                                            | Bruno |
| 1991  | Paavo Rintala                                          | Minä, Grünewald |
| 1991  | Raija Jänicke                                          | (Herta Müller: Ihminen on iso fasaani) |
| 1991  | Kai Nieminen                                           | (Murasaki Shikibu: Genjin tarina) |
| 1991  | Anna Heinämaa                                          | Iira |
| 1991  | Maija Larmola et Leena Lumme                           | Kesätukka ja muita juttuja Kukkulan korttelista |
| 1992  | Kari Aronpuro                                          | Tasanko 967 |
| 1992  | Ulla-Lena Lundberg                                     | Stora Världen |
| 1992  | Reijo Rinnekangas                                      | Kuu karkaa |
| 1992  | Raija Siekkinen                                        | Kuinka rakkaus syntyy |
| 1992  | Eero Balk                                              | (Jaroslav Hašek: Kunnon sotamies Švejk) |
| 1992  | Hannu Ylilehto                                         | (Bohumil Hrabal: Tarjoilin Englannin kuninkaalle) |
| 1992  | Sirpa Kähkönen                                         | Kuu taskussa |
| 1992  | Esko-Pekka Tiitinen                                    | Parempi valita susi |